# Parc Hallituspuisto
Le parc Hallituspuisto (finnois : Hallituspuisto) est un parc du fossé situé dans le quartier de Pokkinen à Oulu en Finlande.

## Présentation
Le parc Hallituspuisto est le parc de l'hôtel de ville d'Oulu. 
Chaque hiver, un arbre de Noël illuminé est érigé dans le parc du gouvernement.
Le parc de Hallituspuisto est situé entre le parc Maria Silfvan et le parc Snellman.

## Vues du parc

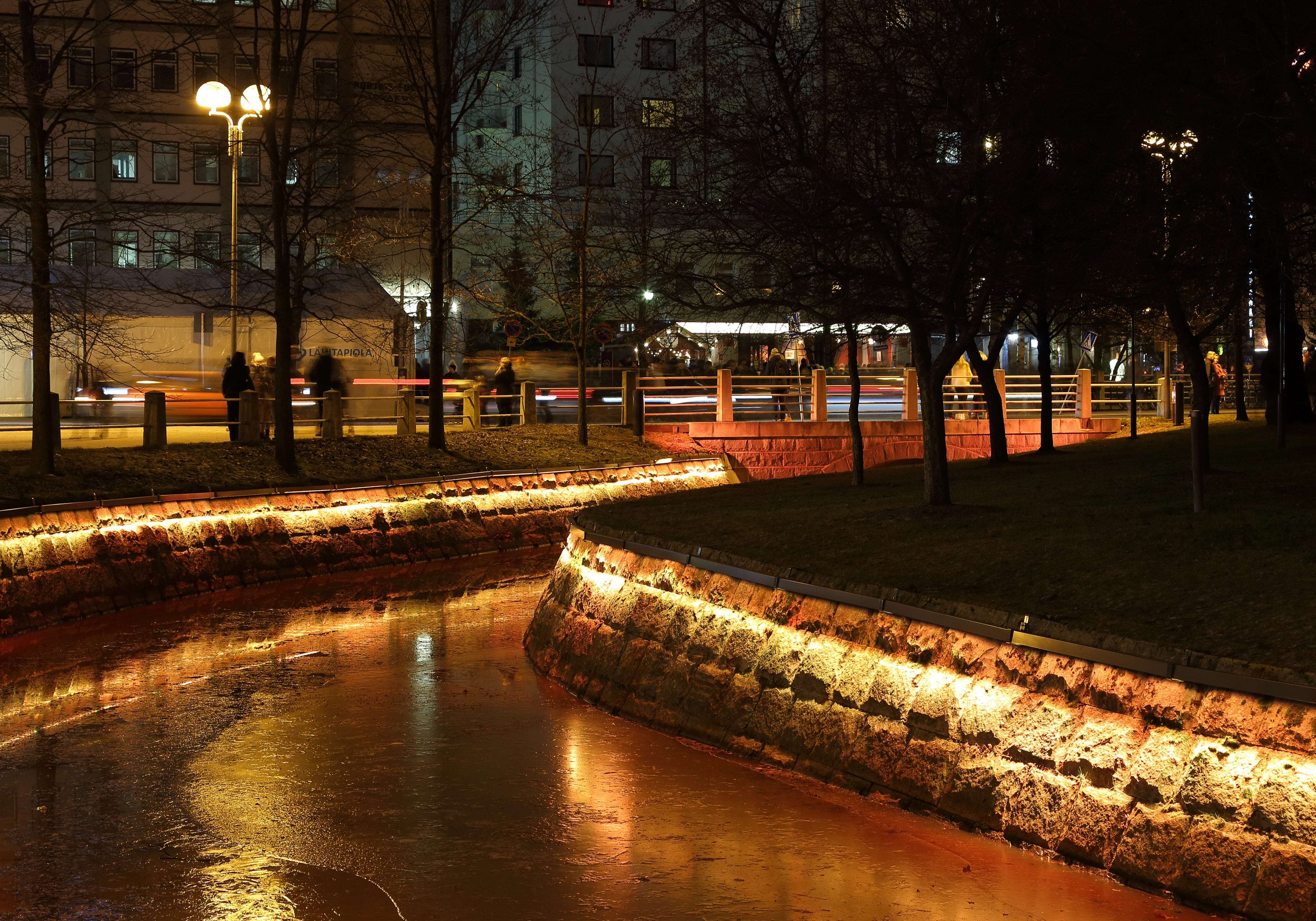
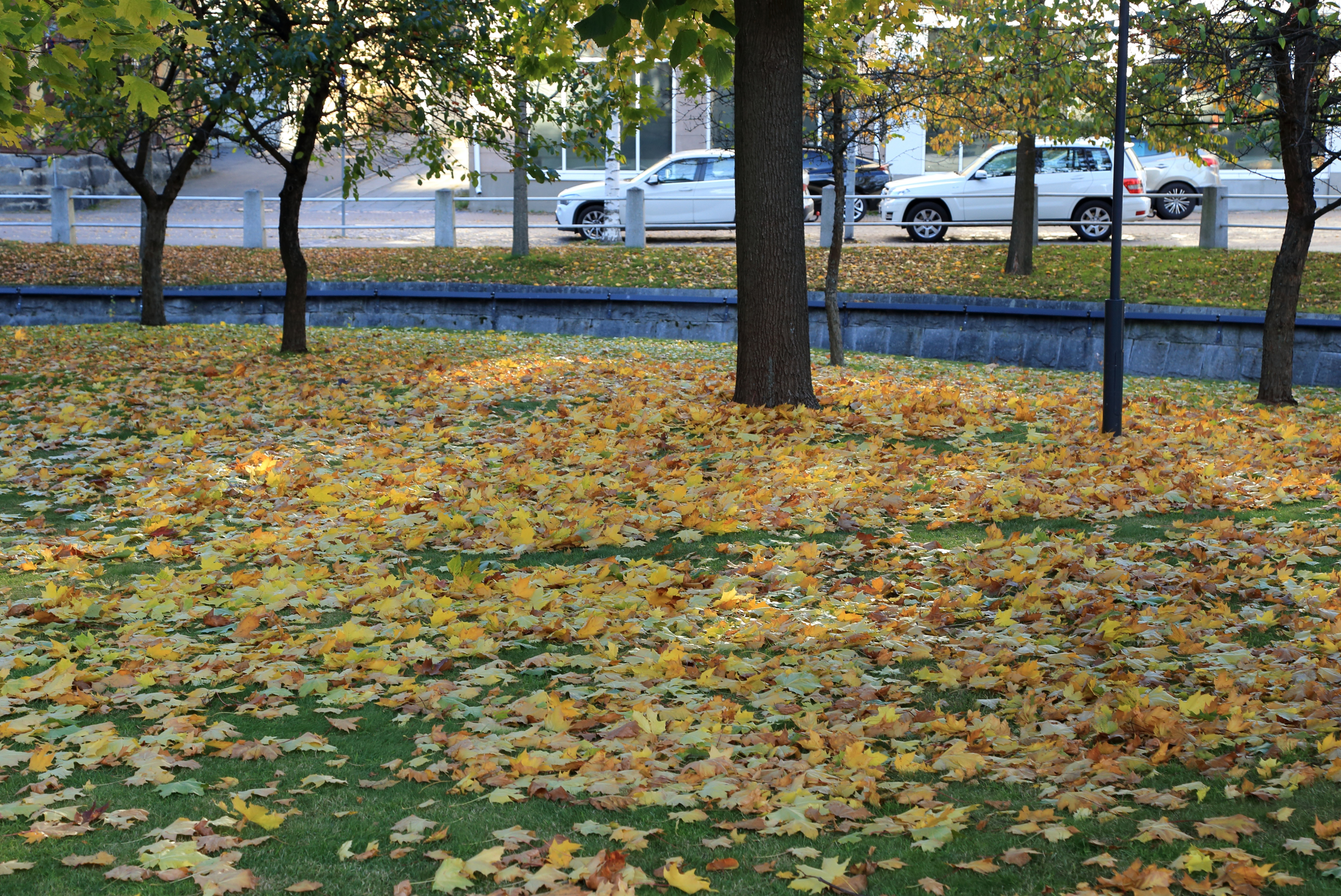
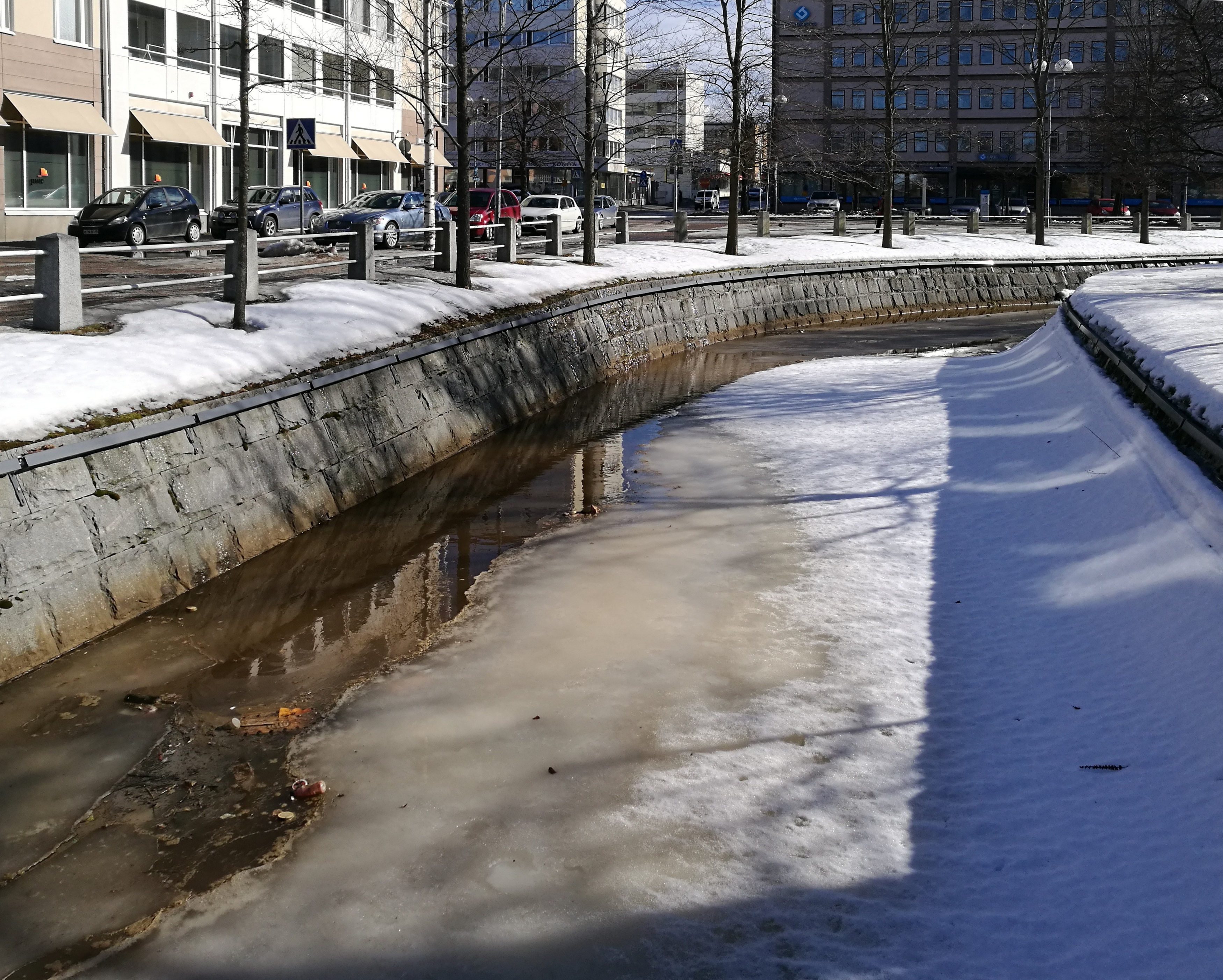
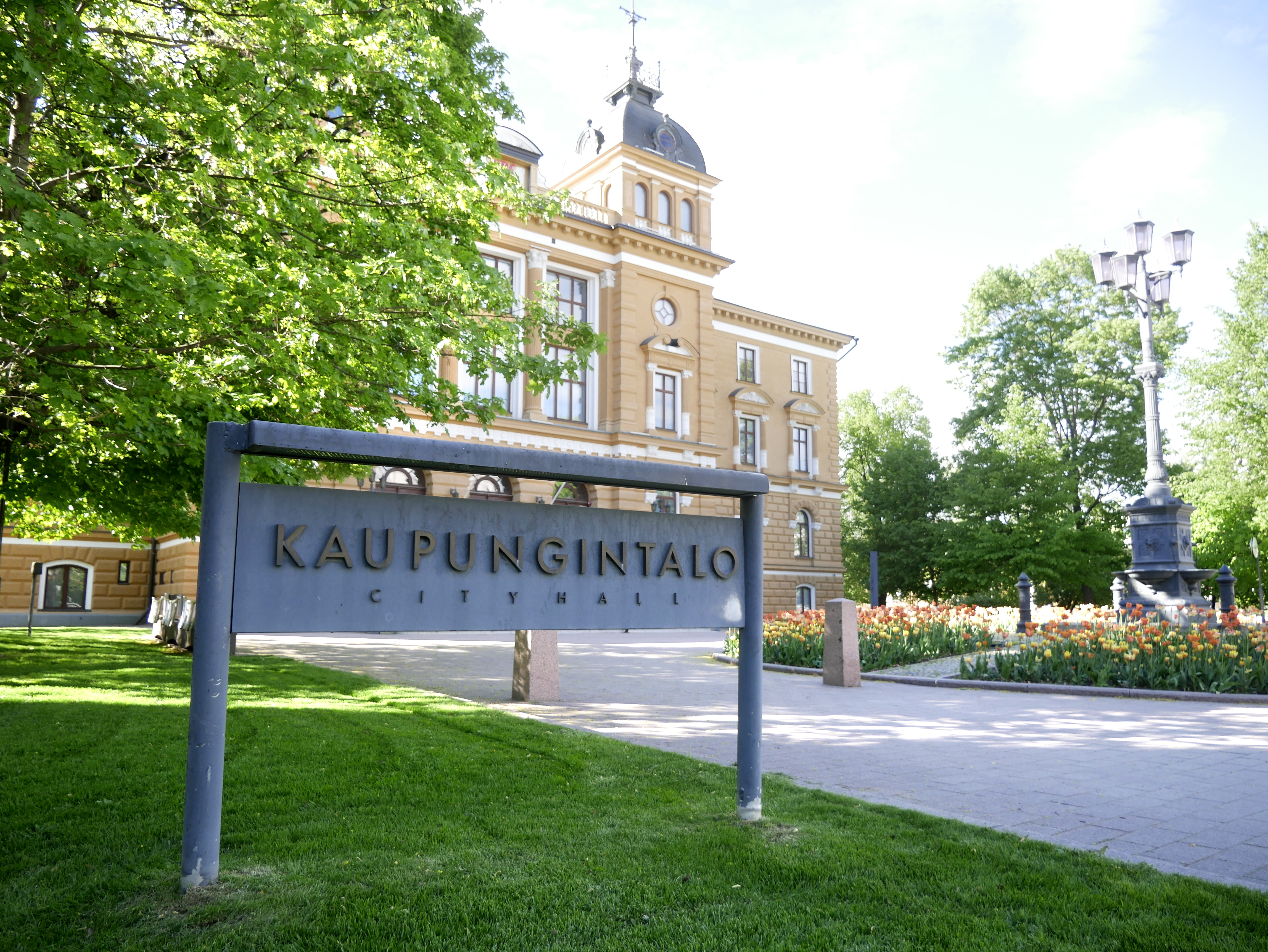